# Twiggy
Dáma Lesley Lawson DBE, rozená Hornby (* 19. září 1949), veřejně známá pod přezdívkou Twiggy, je britská modelka, herečka a zpěvačka. V polovině šedesátých let patřila k prominentním dospívajícím britským modelkám, které v této době hýbaly Londýnem.
Twiggy byla zpočátku známá pro svou hubenou postavu (odtud pochází i její přezdívka) a její androgynní vzhled skládající se z velkých očí, dlouhých řas a krátkých vlasů. V roce 1966 byla jmenována "Tváří roku" a byla zvolenou i Britkou roku. Od roku 1967 pracovala ve Francii, Japonsku i Spojených státech amerických a objevila se na obálkách časopisů Vogue a The Tatler. Její proslulost se šířila celosvětově.
Po konci s modelingem pokračovala ve své úspěšné kariéře jako filmová, televizní a divadelní herečka. Moderovala svůj vlastní televizní pořad, Twiggy's People, ve kterém zpovídala celebrity a také se objevila jako porotkyně v reality show America's Next Top Model. Její kniha z roku 1998, Twiggy in Black and White, se stala rychle bestsellerem. Od roku 2005 dělala modelku pro společnost Marks and Spencer, na podporu jejich nejnovějších kampaních, objevovala se v tištěných i televizních reklamách po boku Myleene Klass, Erin O'Connor, Lily Cole a dalších. V roce 2012 pracovala společně s návrháři Marks & Spencer, aby vytvořili exkluzivní kolekci dámského oblečení pro tento módní řetězec.
V roce 2019 jí byl udělen Řád britského impéria.

## Filmografie
- The Boy Friend (1971)
- W (1974)
- The Butterfly Ball and the Grasshopper's Feast (1976)
- There Goes The Bride (1979)
- Bratři Bluesovi (1980)
- Pygmalion (1981)
- Doktor a ďáblové (1985)
- Klub ráj (1986)
- The Little Match Girl (1986)
- Madame Sousatzká (1988)
- The Diamond Trap (1988)
- Sun Child (1988)
- Tulák Charlie Chaplin (1989)
- Istanbul (Keep Your Eyes Open) (1990)
- Body Bags: Historky z márnice (1993)
- Vezmeš si mě? (1997)
- Edge of Seventeen (1998)
- Brand New World (založeno na hře Jeffa Noona, Woundings) (1998)

## Divadlo
- Popelka, Casino Theatre, Londýn, (1974)
- The Butterfly Ball and the Grasshopper's Feast, Royal Albert Hall, Londýn (1975)
- Eliza Doolittle, Pygmalion, (1981)
- Captain Beaky and His Musical Christmas (pantomima), Apollo Victoria Theatre, Londýn (1981)
- My One and Only, St. James Theatre, New York, (1983–1984)
- Blithe Spirit, Chichester Festival Theatre, (1997)
- Noel and Gertie, Bay Street Theatre, Long Island, New York, (1998)
- If Love Were All, Lucille Lortel Theatre, New York City (1999)
- Blithe Spirit, Bay Street Theatre, Long Island, New York (2002)
- Mrs Warren's Profession, turné, England, (2003)

## Televize
- Twiggs (1974)
- Twiggy (1975)
- The Muppet Show (1976) (epizoda 21)
- Victorian Scandals (1976)
- Bing Crosby's Merrie Olde Christmas (1977)
- The Donna Summer Special (1980)
- A Gift of Music (1981)
- Princesses (1991) (2 epizody)
- Tales from the Crypt (1992) (1 epizoda)
- Chůva k pohledání (1994) (1 epizoda)
- Heartbeat (1994) (1 epizoda)
- Absolutely Fabulous (2000–2001)
- This Morning (moderátorka v roce 2001)
- Take Time With Twiggy (moderátorka v roce 2001)
- America's Next Top Model (porotce, 5.–9. série) (2005–2007)
- ShakespeaRe-Told: The Taming of the Shrew (2005)
- Friday Night with Jonathan Ross (host) (2008)
- Twiggy's Frock Exchange (2008)
- Alan Titchmarsh's Walks of Fame (2010)

## Nahrávky
- The Boy Friend (1971)
- Twiggy and the Girlfriends (1972)
- Cole Porter in Paris (1973)
- Twiggy (1976)
- „In My Life“ (píseň) v The Muppet Show (1976)
- Please Get My Name Right (1977)
- Captain Beaky and His Band (1977)
- Pieces of April (1978)
- My One and Only (1983)
- The Doctor and the Devils (1985)
- Feel Emotion (1985)
- Technocolor Featuring Twiggy – Unchained Melody (1989)
- The Boy Friend & Highlights from Goodbye, Mr. Chips (1990)
- Twiggy and the Silver Screen Syncopaters (1995)
- London Pride – Songs from the London Stage (1996)
- Beautiful Dreams (1997)
- Dead Man on Campus (1998)
- The Best of Twiggy (1998)
- If Love Were All (1999)
- Peter Pan (2000)
- Midnight Blue (2003)
- Twiggy (2004)
- Twiggy & Linda Thorson – A Snapshot of Swinging London (2005)
- Gotta Sing Gotta Dance (2009)
- Romantically Yours (2011)

## Biografie
- Twiggy, Twiggy: An Autobiography (1975), ISBN 978-0-246-10895-1
- Twiggy, Twiggy's Guide to Looking Good (1986), ISBN 978-0-00-636672-0
- Twiggy, Twiggy in Black and White (1998), ISBN 978-0-671-51645-1
- Emma Midgley, "London Swings Again With Ossie Clark Show At The V&A Archivováno 26. 7. 2012 na Wayback Machine." (22 July 2003), Culture24
- Twiggy, Twiggy: Please Get My Name Right (2004), Word Power Books, ISBN 978-4-939102-57-8
- Iain R Webb, Bill Gibb: Fashion and Fantasy (2008), foreword by Twiggy, ISBN 978-1-85177-548-4
- Twiggy, A Guide to Looking and Feeling Fabulous Over Forty (2008), ISBN 978-0-7181-5404-2
- The Model as Muse: Embodying Fashion, Metropolitan Museum of Art, May–August 2009
- Twiggy: A Life in Photographs, Terence Pepper, Robin Muir, and Melvin Sokolsky (2009), ISBN 978-1-85514-414-9
- Twiggy: A Life in Photographs, National Portrait Gallery (2009–2010)